# 奇纳梅卡
奇纳梅卡（西班牙語：Chinameca）是萨尔瓦多圣米格尔省的一个城镇，位于奇纳梅卡火山的西北侧。